# Pierre Bullet
Pierre Bullet fou un arquitecte francès, nascut l'any 1639, mort l'any 1716. El seu fill, Jean-Baptiste Bullet de Chamblain (1665 - 1726), també fou arquitecte. La seva germana Marie-Anne Bullet és la mare de Marivaux. Es va basar en el compàs de proporcions o compàs militar de Michel Coignet per a dissenyar el seu pantòmetre el 1675.

## Biografia
Construeix la Porta Saint-Martin (1674) i l' Església de Sant-Thomas-d'Aquino.
El 1676, amb François Blondel, publica el Plan de Paris levé par les ordres du Roi et par les soins de messieurs les prévôts des marchands et échevins et par les sieurs Bullet, architecte du roi et de la ville, sous la conduite de monsieur Blondel, maréchal de camp aux armées du roi, directeur de l'académie royale d'architecture et maître de mathématiques de monseigneur le Dauphin, generalment anomenat Plan de Bullet i Blondel. Aquest pla inclou el projecte d'un cinturó de grans bulevards al marge dret en substitució de les muralles desafectades l'any 1670, (recinte de Carles V i recinte dels Fossés Jaunes) completat a la riba esquerra pels bulevards del Midi que seran realitzat l'any 1760 per un recorregut en part diferent.
Pel seu compte, el 1675 publica un Traité de l'usage du pantomètre, instrument géométrique propre à prendre toutes sortes d'angles, mesurer les distances accessibles et inaccessibles, arpenter et diviser toutes sortes de figures, etc.,... nouvellement inventé par le Sr Bullet que est completat el 1688 per un Traité du nivellement, contenant la théorie et la pratique de cet art, avec la description d'un niveau nouvellement inventé, par le sieur Bullet.
Com a arquitecte de la ciutat de París, després publicarà Observacions sobre la naturalesa i sobre els efectes de la mala olor dels lavabos i les fosses, i sobre la importància d'evitar aquesta mala olor per a la preservació de la salut (sense data, 1695). ?)
En tant qu'architecte de la Ville de Paris, il publiera ensuite des Observations sur la nature et sur les effets de la mauvaise odeur des lieux d'aisances et cloaques, et sur l'importance dont il est d'éviter cette mauvaise odeur pour la conservation de la santé (sans date, 1695 ?)
Però la seva publicació més important és la seva Architecture pratique, qui comprend la construction générale & particulière des bâtimens, le détail, les toisés & le devis de chaque partie… avec une explication & une conférence des trente-six articles de la coutume de Paris sur le titre des servitudes & rapports qui concernent les bâtimens, & de l'ordonnance de 1673, al 1691 que coneixerà sis reedicions, amb increments per Descoutures a partir de 1755. Tracte les preguntes més habituals, construcció d'entramat, etc.
La seva obra ja ha estat parcialment discutida. La Porte Saint-Martin serà criticada per la seva pesadesa per Jacques-François Blondel i Quatremère :
" L'únic avantatge que hi trobem respecte al monument de François Blondel, és estar més a prop dels arcs antics, en forma i proporció. Els tres arcs amb què està travessat són l'objecte principal d'aquesta semblança de caràcter. Però hom creuria pels caps vermiculats i la decoració rústica que l'arquitecte hi va introduir, que pretenia barrejar el caràcter d'arc de triomf amb el propi d'una porta de ciutat. Es dubta que aquesta barreja sigui feliç i digne de ser imitada. »
Per als edificis dignes d'elogi hi ha un bon resum en el Cours d’architecture de Jacques-François Blondel : " Bullet, després d'aquests dos grans Mestres, també mereix un rang distingit, considerant-ho des del costat del gust de l'Art. : el seu castell d'Issy és, potser, un exemple del que pot fer el gust de què parlem, recolzat en els preceptes ; almenys va saber explicar les raons que el van determinar a donar preferència a aquesta sobre aquestes, havent considerat que només era una casa de plaer de petita mida, però destinada a la residència d'una gran princesa, més aviat hauria de sorprendre i sorprendre.. El mateix es pot dir del seu palau arxiepiscopal de Bourges...” (Cours d’architecture IV, p. xlvii.)
Al que afegirem l'ampliació del Quai Le Pelletier, admirat pels seus contemporanis, i una sèrie de mansions. Va ingressar a la Reial Acadèmia d'Arquitectura el 1685.

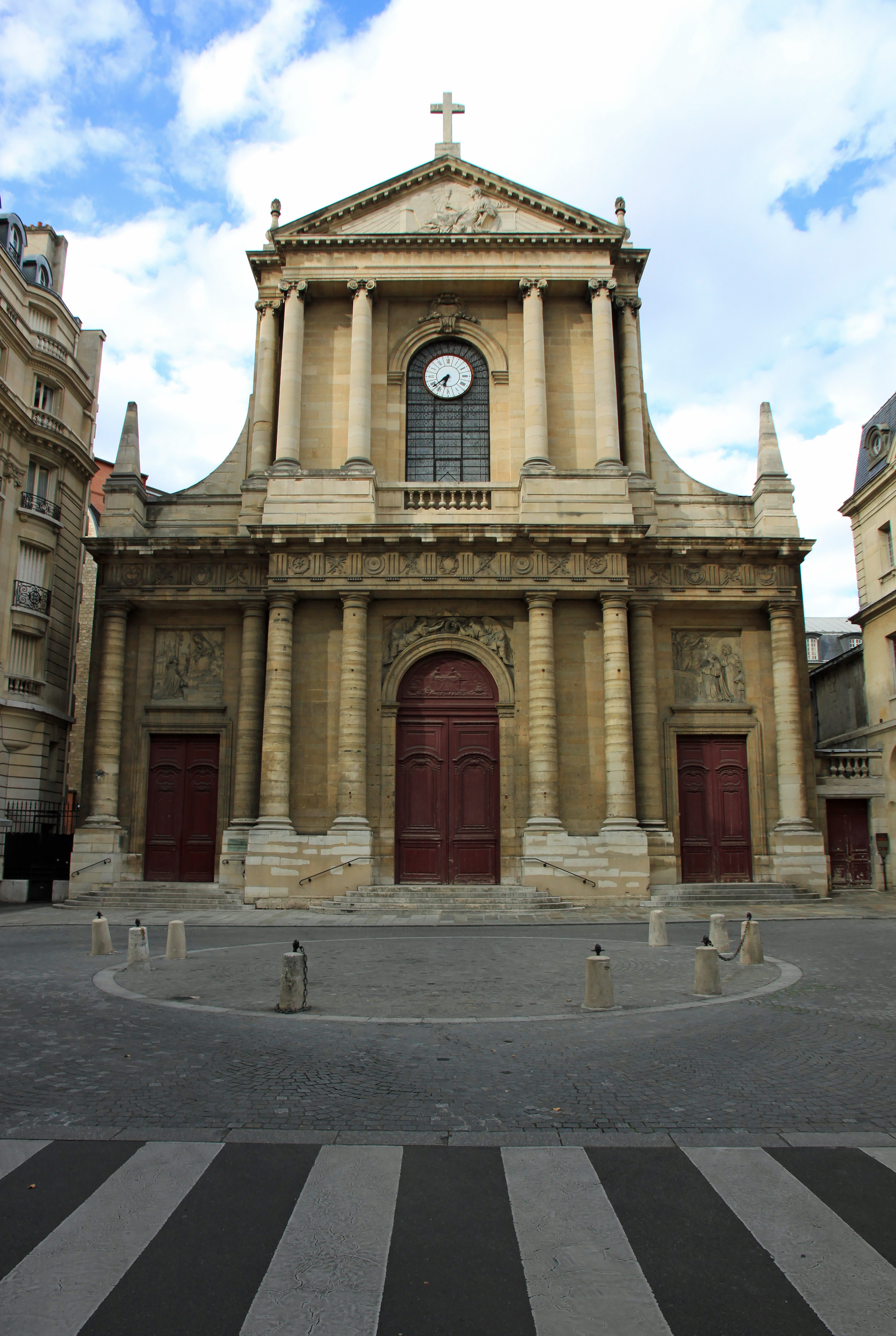
Església de Sant Tomàs d'Aquino a París
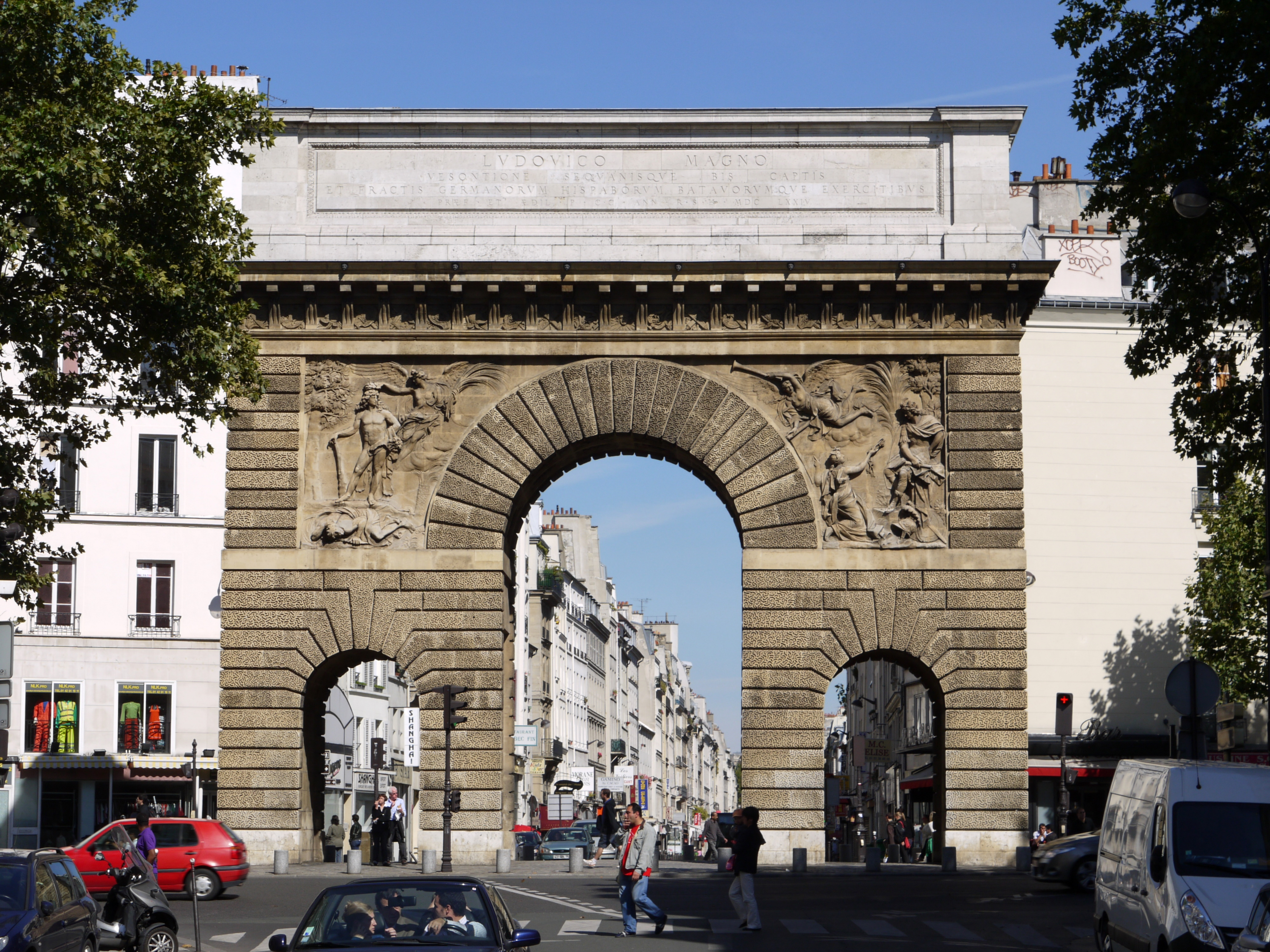
Porta de Sant Martí
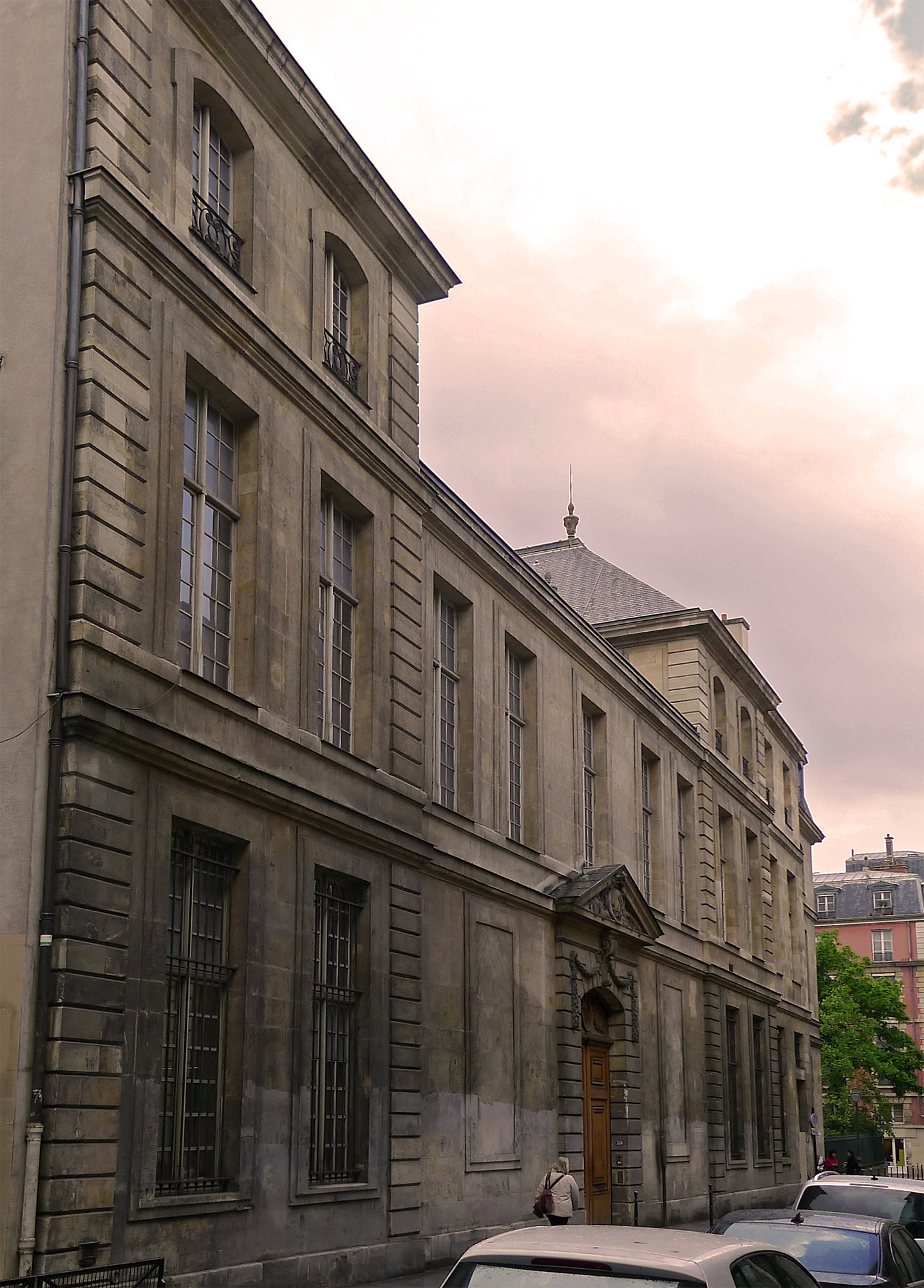
Hotel Le Peletier de Saint-Fargeau rue de Sévigné

## Publicacions
- Pierre Bullet: L'Architecture pratique qui comprend le detail du toisé, et du devis des ouvrages de massonnerie, charpenterie, menuiserie, serrurerie, plomberie, vitrerie, ardoise, tuile, pavé de grais et impression. Avec une explication de la coutume sur le titre des servitudes et rapports qui regardent les bâtimens. Ouvrage très-nécessaire aux architectes, aux experts, et à tous ceux qui veulent bâtir. Paris: J. B. Delespine: Jean-Th. Herissant, 1741. (Lire en ligne)
- Pierre Bullet, Architecture pratique, édition nouvelle revue et augmentée, Paris, 1768 (lire en ligne)

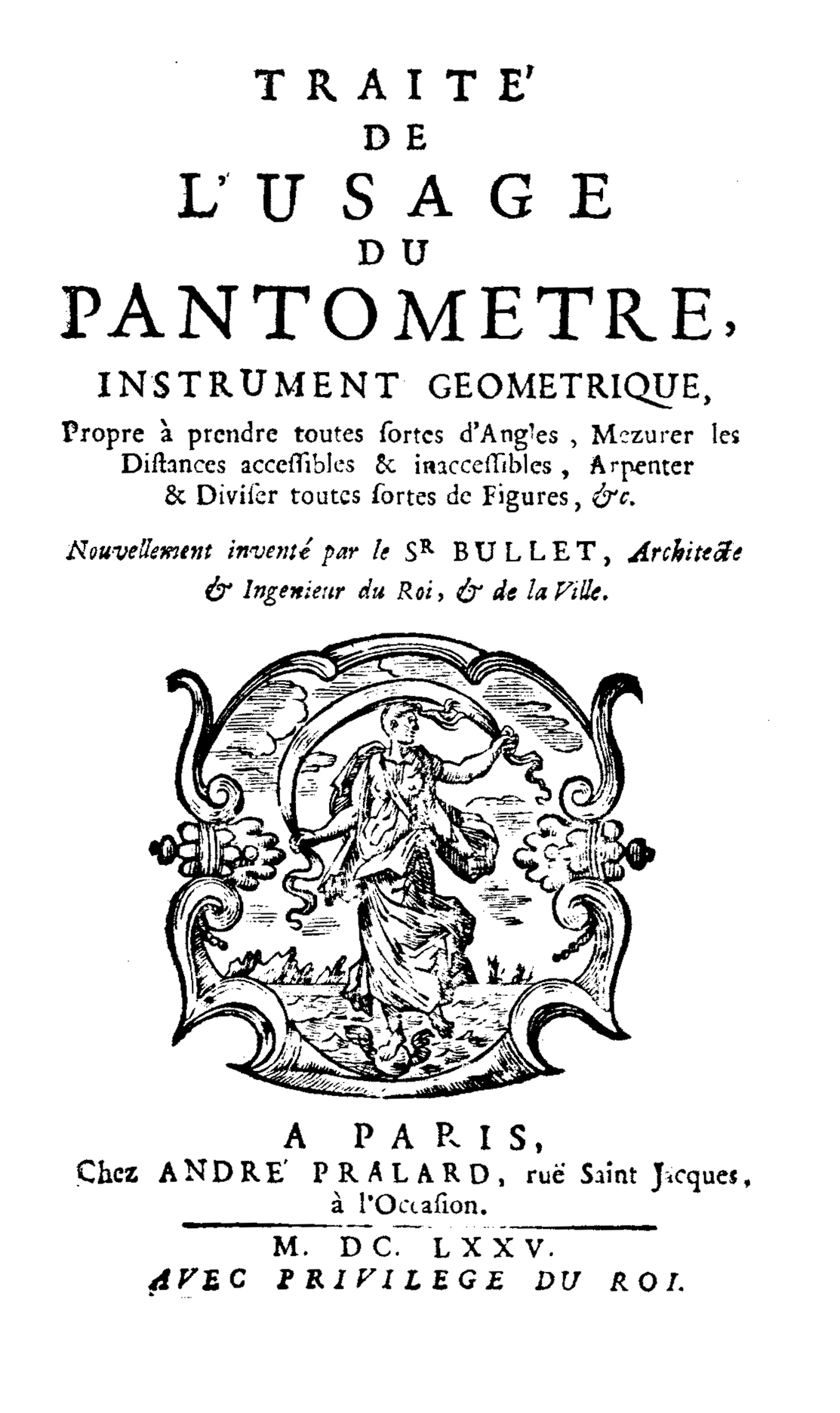
Tractat sobre l'ús del pantòmetre, 1675
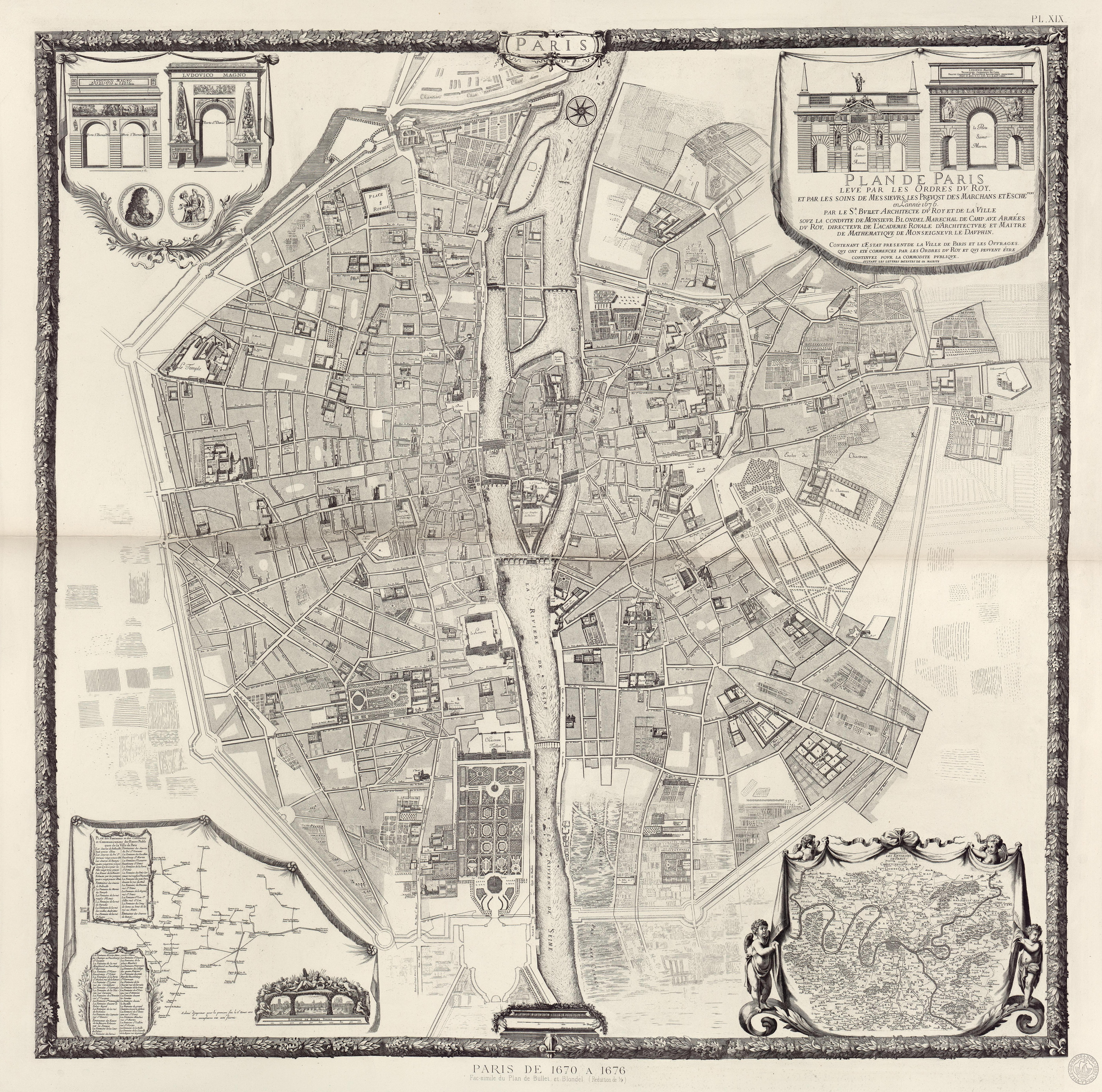
Mapa de París de Bullet i Blondel (1676)
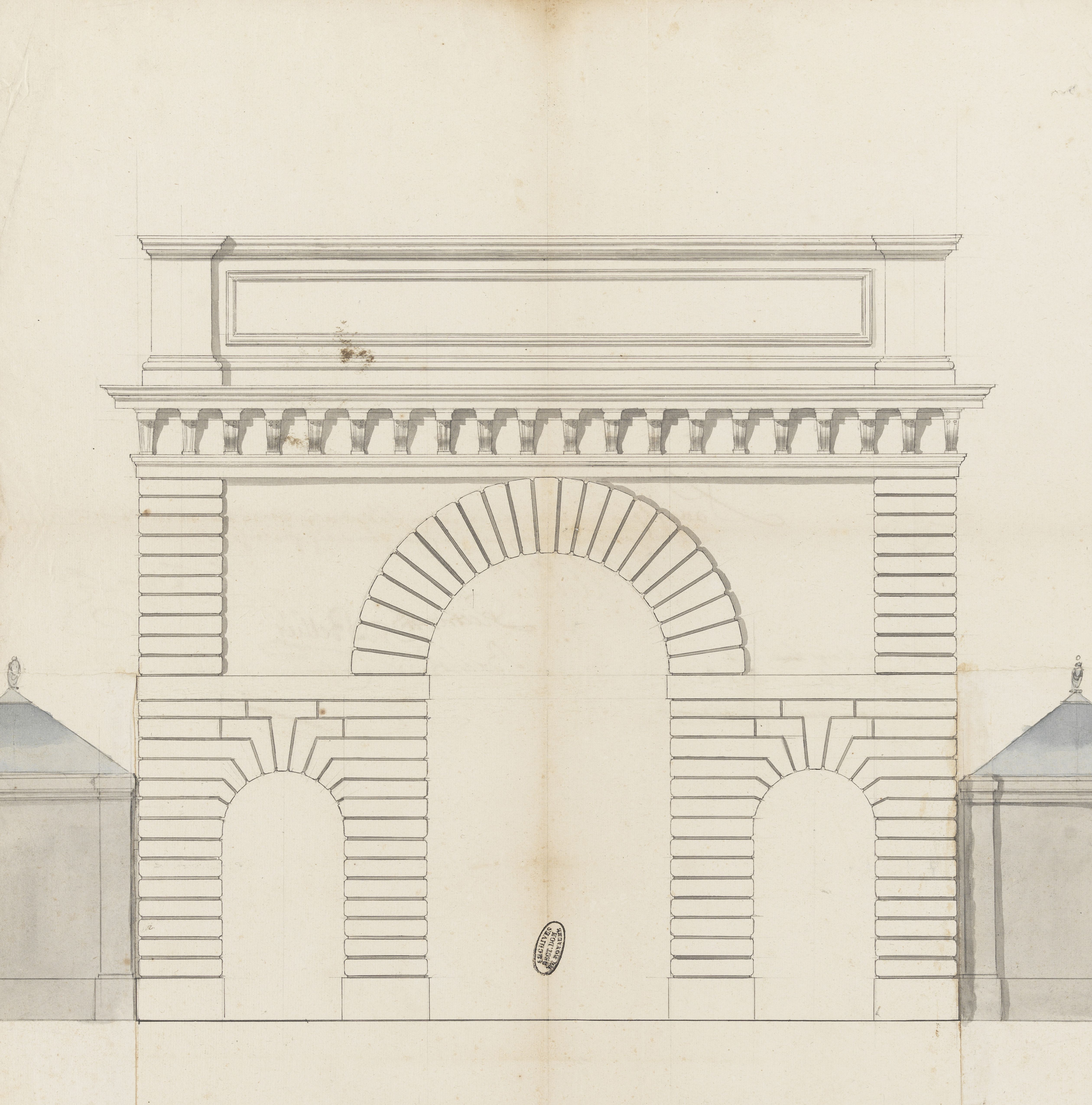
Alçat de la porta de Saint-Martin

## Obres
- Porta de Sant Martí (1674) ;
- Claustre del priorat de Saint-Martin-des-Champs
- Església de Sant Tomàs d'Aquino ;
- Pont de l'antiga plaça Saint-Michel ;
- plànols del Palau de l'arquebisbat de Bourges, en part realitzats ;
- Hotel Le Peletier a Saint-Fargeau ;
- Hotel Tallard ;
- Château d'Issy, destruït a finals del XIX XIX segle .
- Porta Reial de La Rochelle